# P3 Gull
P3 Gull (deutsch P3 Gold) ist eine norwegische Musikauszeichnung, die vom Radiosender NRK P3 seit 2013 jährlich verliehen wird.

## Geschichte
Im Juni 2013 gab der Radiosender NRK P3 bekannt, am 29. November 2013 erstmals einen Musikpreis zu verleihen. Inspiration für die Verleihung waren die in Dänemark und Schweden bereits existierenden Preise, die beide den Namen P3 Guld tragen. Als Ziel der Veranstaltung wurde ausgegeben, das abgelaufene Musikjahr zusammenzufassen und norwegische Musik zu stärken. Zunächst wurde die Sendung im Nebenprogramm NRK3 übertragen, im Jahr 2018 wechselte die Sendung zu NRK1.
Die Preisträger in der Kategorien „Lied des Jahres“ und „Live-Künstler des Jahres“ werden von den Zuschauern bestimmt. Die beiden weiteren Kategorien, also „Newcomer des Jahres“ und der P3-Preis, werden von einer Jury gewählt. Weil es im Jahr 2020 aufgrund der COVID-19-Pandemie wenige Livekonzerte gab, wurde für die Ausgabe im November 2020 die Kategorie „Live-Künstler des Jahres“ durch „Künstler des Jahres“ ersetzt. Im Jahr 2024 wurde die Verleihung erstmals nicht im Fernsehprogramm des NRK übertragen.

## Rezeption
Die Zeitung Dagsavisen nannte die Verleihung im Jahr 2018 eine „gute Alternative zum Spellemannprisen“. Sie stellte fest, dass sich die Preisverleihung im Gegensatz zum Spellemannprisen auf populäre Musik beschränke und der Preis ein „Jugendpreis“ sei. Die Sendung gewann mehrfach Auszeichnungen beim Fernsehpreis Gullruten, unter anderem in der Kategorie „Beste Regie“. In den Jahren 2021 und 2022 wurde die Sendung beim Fernsehpreis in der Kategorie „Bestes Event oder Sportprogramm“ ausgezeichnet.

## Gewinner
2013
- Newcomer des Jahres: Cashmere Cat
- Live-Künstler des Jahres: Kaizers Orchestra
- Lied des Jahres: Running to the sea von Röyksopp
- P3-Preis: Karpe Diem

2014
- Newcomer des Jahres: Kygo
- Live-Künstler des Jahres: OnklP & Slekta
- Lied des Jahres: Styggen på ryggen von OnklP & Slekta
- P3-Preis: Susanne Sundfør

2015
- Newcomer des Jahres: Astrid S
- Live-Künstler des Jahres: Honningbarna
- Lied des Jahres: 2AM von Astrid S
- P3-Preis: Lars Vaular

2016
- Newcomerin des Jahres: Cezinando
- Live-Künstler des Jahres: Karpe Diem
- Lied des Jahres: Lett å være rebell i kjellerleiligheten din von Karpe Diem
- P3-Preis: Röyksopp

2017
- Newcomerin des Jahres: Sigrid
- Live-Künstler des Jahres: Karpe Diem
- Lied des Jahres: Håper du har plass von Cezinando
- P3-Preis: OnklP

2018
- Newcomer des Jahres: Boy Pablo
- Live-Künstler des Jahres: Cezinando
- Lied des Jahres: Strangers von Sigrid
- P3-Preis: Ina Wroldsen

2019
- Newcomer des Jahres: Isah
- Live-Künstler des Jahres: Karpe
- Lied des Jahres: Hallo von Isah & Dutty Dior
- P3-Preis: Kygo

2020
- Newcomerin des Jahres: Musti
- Künstlerin des Jahres: Girl in Red
- Lied des Jahres: Somebody von Dagny
- P3-Preis: Gabrielle Leithaug

2021
- Newcomer des Jahres: Jonathan Floyd
- Künstler des Jahres: Chris Holsten
- Lied des Jahres: Smilet i ditt eget speil von Chris Holsten
- P3-Preis: Stig Brenner

2022
- Newcomer des Jahres: Jonas Benyoub
- Künstler des Jahres: Karpe
- Lied des Jahres: PAF.no von Karpe
- P3-Preis: Aurora

2023
- Newcomer des Jahres: Aden Foyer
- Künstler des Jahres: Emma Steinbakken
- Lied des Jahres: Michelin stjerner von Undergrunn
- P3-Preis: Arif

2024
- Newcomer des Jahres: Ari Bajgora
- Künstler des Jahres: Ramón
- Lied des Jahres: Piya Piya Calling von Karpe, Delara, Kaifi Khalil und The Quick Style
- P3-Preis: Dagny